# 苗可秀 (政治人物)
苗可秀（1906年—1935年7月25日），滿族，字而能，遼寧省本溪縣人。民国时期政治人物，中国青年党黨員。個子高，個性沉默，不苟言笑而尚禮義。

## 生平
早年事蹟因缺乏史料，故大多已無從得知，民國十五年進入東北大學文學系預科，民國十七年升入本科。讀書期間，苗可秀就表現出強烈的愛國意識，加入了中國青年黨。父名長青，原居於遼寧省本溪縣，後舉家遷至黑龍江省富錦縣。
苗可秀面貌白皙，恰似女子，但是渾身是膽，實大丈夫。民國二十年，九一八事變在東北爆發，當時正就讀東北大學的苗可秀報國心切，毅然投筆從戎，不久東北大學被迫搬遷到北平，適逢中國青年黨在東北及平津地區自發募款組織抗日，李璜深感國恥，迅速宣佈組織抗日救國學生軍，自求出路。此舉打動了苗可秀，首告奮勇服從這一指示，率領總部王慎盧等人（皆為青年黨籍）出關抗日，到鄧鐵梅部隊中瞭解情況，不久即正式參加鄧鐵梅部義勇軍，成爲自衛軍中第一個大學生，被任命爲東北民衆自衛軍總參議。面對日軍四次“大討伐”後的嚴峻形勢，民國二十三年2月，中國青年黨指示苗可秀與趙侗等人組建中國少年鐵血軍，並推舉苗可秀爲鐵血軍總司令。
9月鄧鐵梅遇害，苗可秀痛心疾首，決心支撐抗日艱難局面。但形勢越來越緊張，到後來白天活動都有困難，只能在夜裏活動。一天夜裏，苗可秀率少年鐵血軍由鳳城向岫巖轉移，經過羊角溝時被敵人包圍，突圍後，他身負重傷，不能行走，便留在密林深處醫治。不料被漢奸告密為日軍偵知被俘，押至鳳城縣監獄。到了軍事法庭，苗可秀被押下車，他氣宇軒昂，有一股渾然不可侵犯的氣度，從容走上法庭。法官問他話，他宣稱這個法庭不合法，日本軍事法庭怎可在中國領土上設立？問他同黨有多少人？他說全中國人都是他的同黨。日本審判官無可奈何，只得宣判他死刑。民國二十四年7月25日，他在鳳城縣監獄中就義，死前仍大喊「中華民國萬歲！」。